# The Infamous
The Infamous ist das zweite Album des Rap-Duos Mobb Deep aus Queensbridge, New York City. Es zählt zu den einflussreichsten Hip-Hop-Alben der 1990er Jahre und basiert auf düsteren Melodien, intelligenten Texten und alltäglichen Geschichten aus dem Ghetto. Mit diesem Album gelang Mobb Deep der Durchbruch und sie stiegen von einer unbekannten Gruppe zu einem Underground Phänomen auf.
Jeder Song auf The Infamous reflektiert die Schattenseiten von New York City, wozu beispielsweise der Handel mit Rauschgift und der Gebrauch von Schusswaffen zählt. Man kann sagen, dass The Infamous in das typische Klischee von Hip-Hop Musik fällt. Das Album wird in der Hip-Hop Szene als Klassiker angesehen und hat viele Fans wie RZA, den Produzenten vom Wu-Tang Clan.
Als Singleauskopplungen wurden die Songs „Temperature’s Rising“, „Survival of the Fittest“ und die zeitlose Straßenhymne „Shook Ones, Part II“ ausgewählt. Zu den zwei letztgenannten wurden Videos gedreht, in denen Mobb Deep in ihrer „Hood“ rappen.
Auf „The Infamous“ sind die New Yorker Rapper Nas und die Wu-Tang Clan Mitglieder Raekwon und Ghostface Killah zu Gast, die sich dem Album ebenfalls verbunden fühlen. Weitere Gastauftritte gibt es von Big Noyd, einem guten Freund des „Mobbs“, Q-Tip von A Tribe Called Quest und von der Sängerin Crystal Johnson.
Von The Source wurden 5 Mics vergeben, die höchste Auszeichnung im Rap. Beim Online-Magazin laut.de wurde das Album in der Kolumne Meilensteine rückblickend mit fünf von fünf möglichen Punkten bewertet.

## Titelliste
1. The Start of Your Ending (41st Side) – (produziert von Havoc)
2. (The Infamous Prelude)
3. Survival of the Fittest – (produziert von Havoc)
4. Eye for a Eye (Your Beef is Mines) feat. Nas, Raekwon – (produziert von Havoc)
5. (Just Step Prelude) f/ Big Noyd
6. Give Up the Goods (Just Step) feat. Big Noyd – (produziert von Q-Tip)
7. Temperature’s Rising feat. Crystal Johnson – (produziert von Q-Tip, Mobb Deep)
8. Up North Trip – (produziert von Havoc)
9. Trife Life – (produziert von Havoc)
10. Q.U.-Hectic – (produziert von Havoc)
11. Right Back at You feat. Ghostface Killah, Raekwon, Big Noyd – (produziert von Mobb Deep, Schott Free)
12. (The Grave Prelude)
13. Cradle to the Grave – (produziert von Havoc)
14. Drink Away the Pain (Situations) f/ Q-Tip – (produziert von Q-Tip, Mobb Deep)
15. Shook Ones, Part II – (produziert von Havoc)
16. Party Over feat. Big Noyd – (produziert von Havoc, Matt Life)

## Kommerzieller Erfolg

### Chartplatzierungen
| ChartsChartplatzierungen       | Höchstplatzierung | Wochen |
| ------------------------------ | ----------------- | ------ |
| Vereinigte Staaten (Billboard) | 18 (18 Wo.)       | 18     |

### Auszeichnungen für Musikverkäufe
Am 26. Juni 1995 wurde das Album von der RIAA mit Gold zertifiziert.
| Land/Region                  | Auszeichnungen für Musikverkäufe (Land/Region, Auszeichnung, Verkäufe) | Verkäufe |
| ---------------------------- | ---------------------------------------------------------------------- | -------- |
| Dänemark (IFPI)              | Gold                                                                   | 10.000   |
| Neuseeland (RMNZ)            | Gold                                                                   | 7.500    |
| Vereinigte Staaten (RIAA)    | Gold                                                                   | 500.000  |
| Vereinigtes Königreich (BPI) | Gold                                                                   | 100.000  |
| Insgesamt                    | 4× Gold ·                                                              | 617.500  |